# Un Certain Regard
Un Certain Regard (UCR) é uma mostra paralela à seleção oficial do Festival de Cannes, lançada durante a edição de 1978 do festival.
A cada ano vinte filmes fazem parte da seleção. O prêmio Un Certain Regard é concedido a um desses filmes na forma de distribuição no circuito francês e €30 mil ao diretor do filme vencedor.
Un Certain Regard coloca em perspectiva um cinema mais atípico que os da seleção principal e recompensa cineastas pouco conhecidos.

## Filmes premiados
Desde 2005, o prémio consiste em 30 000€ atribuídos pelo patrocinador, a Fundação Groupama GAN.
| Ano  | Título original                                                             | Realizador                                         |
| ---- | --------------------------------------------------------------------------- | -------------------------------------------------- |
| 1998 | Tueur à gages                                                               | Darezhan Omirbaev (Cazaquistão)                    |
| 1999 | Beautiful People                                                            | Jasmin Dizdar (Reino Unido / Bósnia e Herzegovina) |
| 2000 | Things You Can Tell Just by Looking at Her                                  | Rodrigo García (Colômbia)                          |
| 2001 | Amour d'enfance                                                             | Yves Caumon (França)                               |
| 2002 | สุดเสน่หา, S̄ud s̄aǹeh̄ā                                                         | Apichatpong Weerasethakul (Tailândia)              |
| 2003 | La meglio gioventù                                                          | Marco Tullio Giordana (Itália)                     |
| 2004 | Moolaade \| Moolaadé                                                        | Ousmane Sembène (Senegal)                          |
| 2005 | Moartea domnului Lăzărescu                                                  | Cristi Puiu (Roménia)                              |
| 2006 | chinês: 江城夏日, pinyin: Jiāng chéng xià rì, lit. ‘River City Summer Days’ | Wang Chao (China)                                  |
| 2007 | California Dreamin'                                                         | Cristian Nemescu (Roménia)                         |
| 2008 | Tulpan                                                                      | Sergey Dvortsevoy (Cazaquistão)                    |
| 2009 | Κυνόδοντας (Kynodontas)                                                     | Yorgos Lanthimos (Grécia)                          |
| 2010 | Hahaha 하하하                                                               | Hong Sang-soo (SCoreia do Sul)                     |
| 2011 | Arirang 아리랑                                                              | Kim Ki-duk (Coreia do Sul)                         |
| 2011 | Halt auf freier Strecke                                                     | Andreas Dresen (Alemanha)                          |
| 2012 | Después de Lucía                                                            | Michel Franco (México)                             |
| 2013 | L'Image manquante                                                           | Rithy Panh (Camboja)                               |
| 2014 | Fehér isten                                                                 | Kornél Mundruczó (Hungria)                         |
| 2015 | Hrútar                                                                      | Grímur Hákonarson (Islândia)                       |
| 2016 | Hymyilevä mies                                                              | Juho Kuosmanen (Finlândia)                         |
| 2017 | Lerd (لِرد)                                                                  | Mohammad Rasoulof (Irão)                           |
| 2018 | Gräns                                                                       | Ali Abbasi (Suécia)                                |
| 2019 | A Vida Invisível                                                            | Karim Aïnouz (Brasil)                              |